# Vahdat
Vahdat (in tagico Ваҳдат) è una città del Tagikistan, situata nella regione dei Distretti di Subordinazione Repubblicana. Fino al 1992 era nota come Orçonikidzeobod (Орҷоникидзеобод).

Statua della Madre.